# لوروا ستانتون
لوروا ستانتون (بالإنجليزية: Leroy Stanton)‏ هو لاعب كرة قاعدة أمريكي، ولد في 10 أبريل 1946 في مقاطعة ديلون في الولايات المتحدة، وتوفي في 13 مارس 2019 في مقاطعة فلورنسا في الولايات المتحدة بسبب حادث مرور.

## وصلات خارجية
- لوروا ستانتون على موقع دوري كرة القاعدة الرئيسي (الإنجليزية)
- لوروا ستانتون على موقع الدوري الياباني لكرة القاعدة (الإنجليزية)
- لوروا ستانتون على موقعبيزبول رفرنس.كوم (الدوري الرئيسي) (الإنجليزية)
- لوروا ستانتون على موقعبيزبول رفرنس.كوم (الدوري الثانوي) (الإنجليزية)
- لوروا ستانتون على موقع إي إس بي إن.كوم (أم.أل.بي) (الإنجليزية)
- لوروا ستانتون على موقع مشجعي الرسوم البيانية (الإنجليزية)